# 王奕婷
王奕婷（2001年4月9日—），中国女演员，本科毕业于上海戏剧学院舞蹈学院2017级。

## 演艺经历
2017年，代表上海市舞蹈学校参加第十届全国职业院校技能大赛，获得中国舞中职组比赛金奖第一名。随后以专业全国第一的成绩考入上海戏剧学院，就读舞蹈表演专业中国舞方向。同年，被上海影视传媒股份有限公司选中，饰演网络剧《芸汐传》中侍女小青一角，正式踏入中国大陆演艺圈。
2018年，参演网络剧《北灵少年志之大主宰》，饰演北灵境唐域大小姐唐芊儿。6月，参演的网络剧《芸汐传》在爱奇艺播出。
2019年7月，入围第12届全国桃李杯舞蹈教育教学成果展示活动，表演中国古典舞节目《天涯共此时》。同年参演网络剧《如意芳霏》，饰演清平县主齐竺。
2020年1月，参演的网络剧《北灵少年志之大主宰》在爱奇艺播出。同年参演网络剧《嘉南传》，饰演英气少女李冬至。同年参演网络剧《水月镜花》。10月，参演的网络剧《如意芳霏》在爱奇艺播出。
2021年，参演网络剧《画江湖之换世门生》，饰演少女永儿。7月，参演网络剧《安乐传》，饰演翎湘楼头牌姑娘琳琅。8月，参与录制爱奇艺真人秀节目《舞蹈生》。9月，因档期冲突退出节目录制。10月，参演的网络剧《嘉南传》在腾讯视频及爱奇艺播出。

## 影视作品

### 电视剧.网络剧
| 播出年份 | 剧名                         | 角色        |
| 2018     | 《芸汐传》                   | 小青        |
| 2020     | 《北靈少年誌之大主宰》       | 唐芊儿      |
| 2020     | 《如意芳霏》                 | 齐竺        |
| 2021     | 《嘉南傳》(网络剧)           | 李冬至      |
| 2023     | 《画江湖之换世门生》(网络剧) | 永儿        |
| 2023     | 《安樂傳》                   | 琳琅        |
| 2023     | 《治愈系恋人》               | 姜慕影      |
| 2025     | 《相思令》(网络剧)           | 孫昭敏      |
| 2025     | 《七根心简》(网络剧)         | 炎红砂      |
| 2025     | 《献鱼》(网络剧)             | 夜洳凌/红螺 |
| 待播     | 《水月镜花》(网络剧)         | 司徒润      |
| 待播     | 《火场追凶》                 | 周亦可      |
| 待播     | 《太平年》                   | 周女英      |
| 待播     | 《长风起》(网络剧)           | 陈庆瑛      |
| 待播     | 《九门》(网络剧)             |             |

### 综艺节目
| 播出年份 | 节目       | 播出平台 | 备注 |
| 2021     | 《舞蹈生》 | 爱奇艺   | 退赛 |